# 2011–2012-es dán labdarúgó-bajnokság (első osztály)
A 2011–2012-es Superligaen a dán labdarúgó-bajnokság legmagasabb szintű versenyének 98. alkalommal megrendezett bajnoki éve. A pontvadászat 2011. július 16-án kezdődik és 2012 májusában ér véget.
A címvédő az FC København, mely a 2010–11-es bajnoki évben 9. bajnoki címét ünnepelte.
A győztes a Nordsjælland lett, amely története első bajnoki címét szerezte. Mivel a dán bajnokság a tizenötödikről a tizenkettedik helyre lépett előre az európai rangsorban, ez azt jelenti, hogy már két csapatot indíthat a Bajnokok Ligájában, ezek közül az egyik eleve a főtáblán kezd.

## A bajnokság rendszere
A pontvadászat 12 csapat részvételével őszi-tavaszi lebonyolításban zajlik, mely során a csapatok körmérkőzéses rendszerben mérkőznek meg egymással. Minden csapat minden csapattal háromszor játszik, egyszer pályaválasztóként, egyszer vendégként, majd a 2010–11-es bajnoki sorrendnek megfelelően még egyszer pályaválasztóként vagy vendégként.
A bajnokság végső sorrendjét a 33 forduló mérkőzéseinek eredményei határozzák meg a szerzett összpontszám alapján kialakított rangsor szerint. A mérkőzések győztes csapatai 3 pontot, döntetlen esetén mindkét csapat 1-1 pontot kap. Vereség esetén nem jár pont. A bajnokság első helyezett csapata a legtöbb összpontszámot szerzett egyesület, míg az utolsó helyezett csapat a legkevesebb összpontszámot szerzett egyesület.
Azonos összpontszám esetén a bajnoki sorrendet az alábbi szempontok alapján határozzák meg:
1. a bajnoki mérkőzések gólkülönbsége
2. a bajnoki mérkőzéseken szerzett gólok száma

A bajnokság győztese lesz a 2011–12-es dán bajnok, a 11. és 12. helyezett pedig egyenes ágon kiesik a másodosztályba.

## Változások a 2010–2011-es szezont követően
Búcsúzott az élvonaltól
- Randers FC, 11. helyen
- Esbjerg fB, 12. helyen

Feljutott az élvonalba
- Aarhus GF, a másodosztály győzteseként
- HB Køge, a másodosztály ezüstérmeseként

## Részt vevő csapatok
| Csapat       | Székhely         | Stadion                  | 2010–11     |
| ------------ | ---------------- | ------------------------ | ----------- |
| AaB          | Aalborg          | Energi Nord Arena        | 10.         |
| Aarhus GF    | Aarhus           | NRGi Park                | 1. (II. o.) |
| AC Horsens   | Horsens          | CASA Arena Horsens       | 9.          |
| Brøndby IF   | Brøndby          | Brøndby Stadion          | 3.          |
| HB Køge      | Herfølge         | SEAS-NVE Park, Køge      | 2. (II. o.) |
| FC København | Koppenhága       | Parken Stadion           | 1.          |
| Midtjylland  | Herning és Ikast | MCH Arena                | 4.          |
| Nordsjælland | Farum            | Farum Park               | 6.          |
| Lyngby       | Kongens Lyngby   | Lyngby Stadion           | 8.          |
| Odense BK    | Odense           | TRE-FOR Park             | 2.          |
| Silkeborg IF | Silkeborg        | Silkeborg Stadion        | 5.          |
| SønderjyskE  | Haderslev        | Haderslev Fodboldstadion | 7.          |

## A bajnokság végeredménye
| #  | Csapat           | M  | Gy | D  | V  | Lg | Kg | Gk  | P   | Megjegyzés           |
| -- | ---------------- | -- | -- | -- | -- | -- | -- | --- | --- | -------------------- |
| 1  | Nordsjælland (B) | 33 | 21 | 5  | 7  | 49 | 22 | +27 | 68  | BL, csoportkör       |
| 2  | København        | 33 | 19 | 9  | 5  | 55 | 26 | +29 | 66  | BL, 3. selejtezőkör  |
| 3  | Midtjylland      | 33 | 17 | 7  | 9  | 50 | 40 | +10 | 58  | 1EL, playoff         |
| 4  | Horsens          | 33 | 17 | 6  | 10 | 53 | 37 | +16 | 57  | 1EL, 3. selejtezőkör |
| 5  | AGF              | 33 | 12 | 12 | 9  | 47 | 40 | +7  | 48  | 1EL, 2. selejtezőkör |
| 6  | SønderjyskE      | 33 | 11 | 11 | 11 | 48 | 51 | −3  | 44  |                      |
| 7  | AaB              | 33 | 12 | 8  | 13 | 42 | 48 | −6  | 44  |                      |
| 8  | Silkeborg        | 33 | 11 | 10 | 12 | 51 | 47 | +4  | 43  |                      |
| 9  | Brøndby          | 33 | 9  | 9  | 15 | 35 | 46 | −11 | 36  |                      |
| 10 | Odense           | 33 | 8  | 10 | 15 | 46 | 50 | −4  | 34  |                      |
| 11 | Lyngby (K)       | 33 | 8  | 4  | 21 | 32 | 61 | −29 | 282 | Kiesés: 1. division  |
| 12 | Køge (K)         | 33 | 4  | 7  | 22 | 32 | 71 | −39 | 19  | Kiesés: 1. division  |

|}

Utolsó frissítés: 20 May 2012
Forrás: Danish Football Association
Rendezési elv: 1. pontszám; 2. gólkülönbség; 3. lőtt gólok.
1 Mivel a kupagyőztes és a döntős egyaránt kvalifikálta magát valamilyen nemzetközi kupasorozatba, így a kupában szerezhető EL-indulási jogot a bajnokságban osztották ki.
² Eredetileg 3 pont levonva Lasse Rise jogosulatlan szerepeltetése miatt, azonban a csapat ezt fellebbezést követően visszakapta.
# = helyezés; M = játszott meccsek száma; Gy = győzelmek; D = döntetlenek; V = vereségek; Lg = lőtt gólok; Kg = kapott gólok; Gk = gólkülönbség; Pont = pontok; (B) = bajnok; (K) = kiesett; (F) = feljutott.

## Eredmények

### Az 1–11. forduló eredményei
| Hazai \ Vendég1 | AAB | ACH | AGF | BRØ | FCK | FCM | NOR | HBK | LBK | ODE | SIL | SØN |
| AaB             |     |     | 2–1 |     |     | 1–0 | 1–2 |     | 1–2 | 2–1 |     |     |
| Horsens         | 3–3 |     | 0–3 |     | 0–1 |     |     | 3–0 |     | 4–3 |     |     |
| Aarhus          |     |     |     | 0–0 |     | 4–2 | 1–0 |     | 2–1 | 2–2 |     |     |
| Brøndby         | 2–2 | 1–4 |     |     | 1–2 |     |     | 5–0 | 1–0 |     |     | 2–2 |
| København       | 2–1 |     | 1–1 |     |     | 2–0 | 2–0 |     |     | 2–2 | 2–1 |     |
| Midtjylland     |     | 1–0 |     | 2–1 |     |     | 2–1 |     | 2–1 |     | 1–2 | 2–0 |
| Nordsjælland    |     | 1–1 |     | 2–0 |     |     |     | 2–0 | 4–0 |     | 2–1 | 1–0 |
| Køge            | 1–4 |     | 0–2 |     | 2–4 | 2–3 |     |     |     |     | 3–0 |     |
| Lyngby          |     | 1–1 |     |     | 0–1 |     |     | 3–1 |     |     | 0–2 | 0–1 |
| Odense          |     |     |     | 2–1 |     | 1–4 | 2–0 | 2–1 | 3–1 |     |     | 2–4 |
| Silkeborg       | 1–1 | 1–1 | 1–1 | 0–1 |     |     |     |     |     | 1–3 |     | 1–1 |
| SønderjyskE     | 0–0 | 1–3 | 3–1 |     | 0–2 |     |     | 0–0 |     |     |     |     |

Utolsó felvett mérkőzés dátuma: 2011. augusztus 1. 
Forrás: Dán Labdarúgó-szövetség (dánul) 
1A hazai csapatok a bal oldali oszlopban szerepelnek.
Színek: Zöld = hazai győzelem; Sárga = döntetlen; Piros = vendéggyőzelem.
 

### A 12–33. forduló eredményei
| Hazai \ Vendég1 | AAB | ACH | AGF | BRØ | FCK | FCM | NOR | HBK | LBK | ODE | SIL | SØN |
| AaB             |     | 2–0 | 0–2 | 1–0 | 1–1 | 1–2 | 0–2 | 1–0 | 1–0 | 2–1 | 3–1 | 1–2 |
| Horsens         | 1–0 |     | 3–1 | 2–0 | 2–0 | 2–1 | 0–2 | 2–1 | 0–0 | 0–1 | 1–1 | 5–0 |
| Aarhus          | 1–1 | 1–3 |     | 5–1 | 0–0 | 0–2 | 1–1 | 2–0 | 2–1 | 0–0 | 0–2 | 1–3 |
| Brøndby IF      | 1–1 | 0–1 | 0–0 |     | 2–1 | 0–2 | 0–1 | 1–1 | 2–1 | 1–0 | 3–2 | 1–0 |
| København       | 3–0 | 2–1 | 0–0 | 3–1 |     | 0–0 | 1–3 | 2–1 | 3–0 | 1–1 | 2–1 | 2–0 |
| Midtjylland     | 1–3 | 4–1 | 0–2 | 1–0 | 1–0 |     | 1–1 | 2–1 | 1–2 | 2–0 | 2–2 | 1–1 |
| Nordsjælland    | 1–0 | 3–0 | 5–3 | 1–2 | 1–0 | 0–0 |     | 2–0 | 0–1 | 0–0 | 2–1 | 2–0 |
| Køge            | 1–1 | 2–1 | 1–3 | 1–1 | 0–5 | 1–1 | 0–2 |     | 1–4 | 1–1 | 1–3 | 1–3 |
| Lyngby          | 3–2 | 1–2 | 1–1 | 1–0 | 1–3 | 1–2 | 0–2 | 2–2 |     | 1–0 | 2–3 | 0–4 |
| Odense BK       | 1–2 | 0–1 | 1–2 | 0–0 | 1–3 | 2–3 | 0–1 | 2–4 | 4–0 |     | 2–2 | 1–1 |
| Silkeborg IF    | 4–2 | 0–1 | 2–1 | 2–1 | 0–0 | 4–1 | 1–2 | 0–1 | 3–0 | 1–1 |     | 1–1 |
| SønderjyskE     | 5–0 | 1–4 | 1–1 | 3–3 | 2–2 | 1–1 | 1–0 | 2–1 | 3–1 | 0–4 | 2–4 |     |

Utolsó felvett mérkőzés dátuma: 2012. május 20. 
Forrás: Dán Labdarúgó-szövetség (dánul) 
1A hazai csapatok a bal oldali oszlopban szerepelnek.
Színek: Zöld = hazai győzelem; Sárga = döntetlen; Piros = vendéggyőzelem.
 

## Változások a csapatok vezetőedzőinél
| Csapat       | Távozó vezetőedző    | Távozás oka                       | Távozás ideje     | Utód                    | Kinevezés ideje   | Pozíció   |
| ------------ | -------------------- | --------------------------------- | ----------------- | ----------------------- | ----------------- | --------- |
| SønderjyskE  | Michael Hemmingsen   | Elfogadta a Randers ajánlatát     | 2011. május 29.   | Lars Søndergaard        | 2011. június 9.   | Előszezon |
| København    | Ståle Solbakken      | Szerződés lejárta                 | 2011. május 31.   | Roland Nilsson          | 2011. június 1.   | Előszezon |
| Nordsjælland | Morten Wieghorst     | Az U21-es válogatott edzője lett. | 2011. június 30.  | Kasper Hjulmand         | 2011. július 1.   | Előszezon |
| Brøndby      | Henrik Jensen        | Kirúgás                           | 2011. október 24. | Aurelijus Skarbalius    | 2011. október 24. | 10th      |
| Køge         | Aurelijus Skarbalius | Elfogadta a Brøndby ajánlatát.    | 2011. október 24. | Tommy Møller Nielsen    | 2011. október 24. | 12.       |
| København    | Roland Nilsson       | Kirúgás                           | 2012. január 9.   | Carsten V. Jensen       | 2012. január 9.   | 1.        |
| Odense       | Henrik Clausen       | Kirúgás                           | 2012. március 26. | Poul Hansen (megbízott) | 2012. március 26. | 9.        |